# 約克鎮區 (印地安納州瑞士縣)
約克鎮區（英語：York Township）是位於美國印地安納州瑞士縣的一個行政鎮區。

## 地方資料
根據2010年美國人口普查的數據，約克鎮區的面積為62.80平方千米，當中陸地面積為61.50平方千米，而水域面積為1.30平方千米。當地共有人口1206人，而人口密度為每平方千米19.2人。